# Jan Frans Boeckstuyns

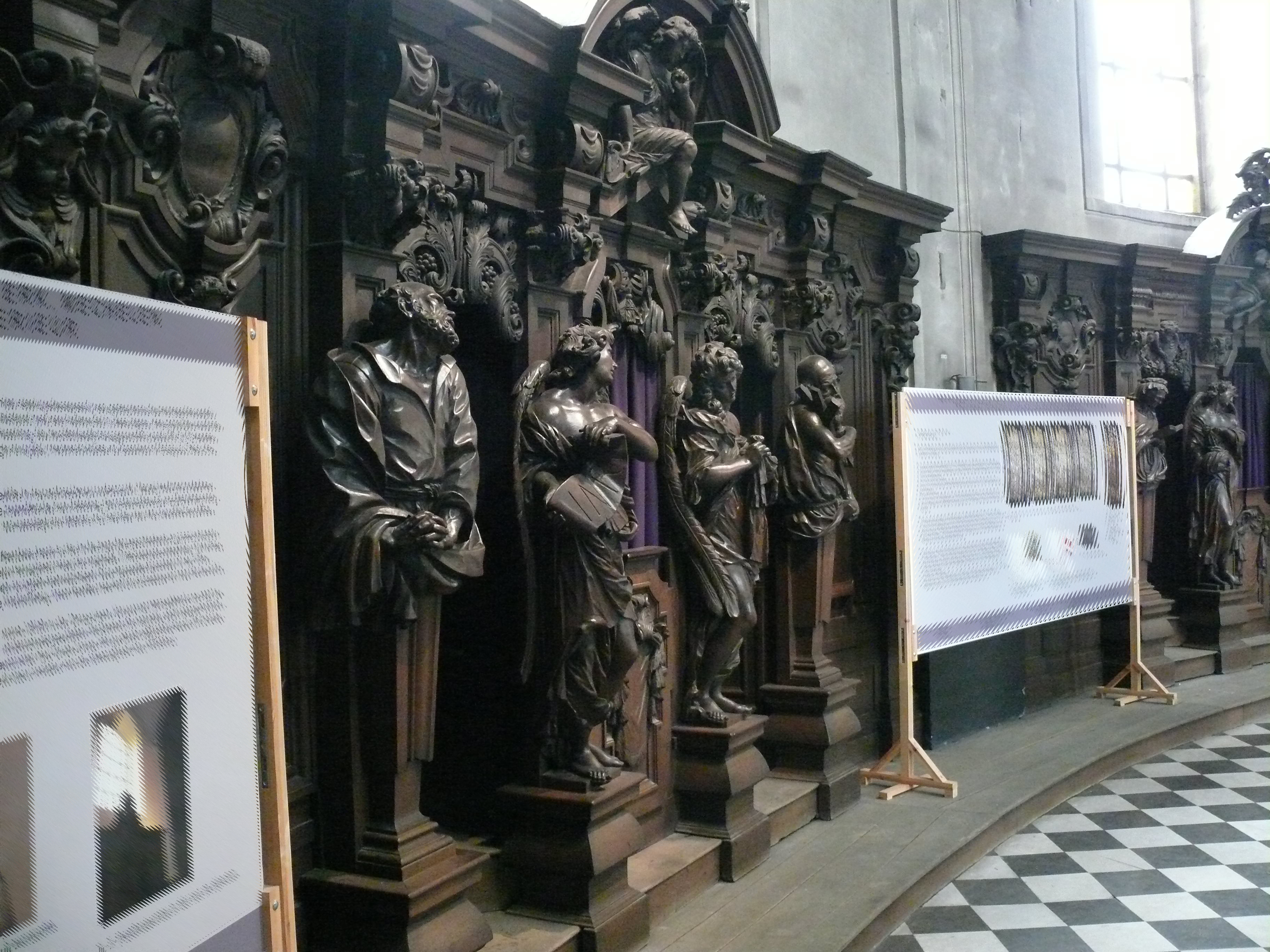
Eiken biechtstoelen (ca. 1690) in de Onze-Lieve-Vrouw van Hanswijkbasiliek (Mechelen)

Jan Frans Boeckstuyns (Mechelen, ca. 1650 – Mechelen, 27 juni 1734) was een Vlaamse beeldhouwer en architect.
Hij was leerling van Mechelaar Lucas Faydherbe, van wie hij ook de invloed van Peter Paul Rubens meekreeg. Hij werd meester in het Mechelse Sint-Lucasgilde in 1680.
In 1690 werkte Jan Frans Boeckstuyns samen met de Mechelse beeldhouwers Frans Langhemans en Adam Frans van der Meulen aan de realisatie van het hoogaltaar van de Onze-Lieve-Vrouw-over-de-Dijlekerk van Mechelen. In de basiliek Onze-Lieve-Vrouw van Hanswijk staan drie houten biechtstoelen van Boeckstuyns met allegorische figuren en twee biechtstoelen met de borstbeelden van de kerkvaders Hiëronymus en Gregorius in de barokke stijl van zijn leermeester. Latere werken van Boeckstuyns evolueerden naar een veel sierlijkere, slankere stijl. In 1723 maakte Boeckstuyns een houten preekstoel met een afbeelding van Sint-Norbertus voor de kapel van Leliëndaal en hij produceerde een aantal kleinere werkjes die te bezichtigen zijn in het Mechelse stadsmuseum Hof Van Busleyden.
Het bouwplan van Boeckstuyns voor een gevelwand, versierd met de figuren van Sint-Sebastiaan, voor het hoofdkwartier van de Mechelse schuttersgilde toont zijn vakmanschap als architect.
De belangrijkste leerling van Boeckstuyns was de Mechelaar Theodoor Verhaegen.